# Berkay Özcan
Berkay Özcan (Karlsruhe, 15 februari 1998) is een Turks-Duits voetballer die doorgaans als offensieve middenvelder speelt.

## Clubcarrière
Özcan werd geboren in Karlsruhe en speelde in de jeugd bij FC Südstern 06. Karlsruher SC en VfB Stuttgart. Op 8 augustus 2016 debuteerde hij in de 2. Bundesliga tegen St. Pauli. Hij mocht in de basiself starten en werd na 67 minuten vervangen door Boris Tashchy. Vier dagen later mocht de Turks jeugdinternational opnieuw meedoen in de competitiewedstrijd tegen Fortuna Düsseldorf.
Op 24 januari 2019 maakte de offensieve middenveldspeler de overstap naar Hamburger SV, dat hem huurde van VfB Stuttgart met optie tot kopen. Zonder een wedstrijd te spelen bij de club, werd hij verhuurd aan Başakşehir, dat hem het seizoen erna definitief overnam. In november 2024 werd hij bij Başakşehir uit de selectie gezet. Hij werd voor de rest van het seizoen verhuurd aan Çaykur Rizespor en keerde terug bij de club na het seizoen. In de zomer werd hij nogmaals verhuurd, dit keer aan stadsgenoot Fatih Karagümrük.

## Interlandcarrière
Özcan kwam uit voor diverse Turkse nationale jeugdelftallen. In 2016 debuteerde hij in Turkije –21. In 2018 maakte hij zijn debuut voor het Turks voetbalelftal.